# Geesteniederung
Die Geesteniederung ist ein Naturschutzgebiet in den niedersächsischen Ortschaften Wehdel und Geestenseth in der Gemeinde Schiffdorf, in Frelsdorf in der Gemeinde Beverstedt sowie in den Ortschaften Ringstedt und Köhlen in der Stadt Geestland im Landkreis Cuxhaven.

## Allgemeines
Das Naturschutzgebiet mit dem Kennzeichen NSG LÜ 297 ist rund 505 Hektar groß. Es ist zu einem großen Teil Bestandteil des FFH-Gebietes „Niederung von Geeste und Grove“. Im Osten grenzt es an die Landschaftsschutzgebiete „Obere Geeste“ in den Landkreisen Cuxhaven und Rotenburg (Wümme) sowie an das Naturschutzgebiete „Obere Geesteniederung“. Das Gebiet steht seit dem 11. Oktober 2013 unter Naturschutz. In ihm sind das 1979 ausgewiesene Naturschutzgebiet „Im Gliesch“ und das 1988 ausgewiesene Naturschutzgebiet „Fleinsee/Altluneberger See“ aufgegangen. Zuständige untere Naturschutzbehörde ist der Landkreis Cuxhaven.

## Beschreibung
Das Naturschutzgebiet liegt östlich von Bremerhaven in der Niederung der Geeste. Es umfasst Teile des Ober- und Mittellaufs der Geeste zwischen der Grenze der Landkreise Cuxhaven und Rotenburg (Wümme) nördlich von Hipstedt und der Mündung der Sellstedter Grove etwas oberhalb des Schifffahrtsweges Elbe-Weser, die Mündungsbereiche der Nebengewässer sowie Teile der Flussniederung und der Übergange zur Geest. In das Naturschutzgebiet sind Teile der Unterläufe des Frelsdorfer Mühlenbachs etwa ab den Fischteichen nördlich von Frelsdorf, der Grove und des Scheidebachs nördlich von Altluneberg und der Sellstedter Grove einbezogen. Weiterhin sind das nordöstlich von Geestenseth zwischen der Geeste und dem Frelsdorfer Mühlenbach liegende Große Moor und die nördlich von Altluneberg liegenden, verlandeten bzw. im Zuge des Ausbaus der Geeste 1961 trockengefallenen Fleinsee und Altluneberger See Bestandteil des Naturschutzgebietes. Der östlich des Großen Moores auf dem Gebiet des Landkreises Rotenburg (Wümme) liegende Abschnitt der Geeste ist aus dem Naturschutzgebiet ausgenommen.
Im Osten des Naturschutzgebietes zwischen der Grenze zwischen den Landkreisen Cuxhaven und Rotenburg (Wümme) und der südlich von Köhlen liegenden Brücke der Landesstraße 128 mäandriert die Geeste als rasch fließender Geestbach mit charakteristischer Wasser- und Ufervegetation naturnah durch die Talniederung. Die Geeste wird von Feuchtgrünland, Feuchtbrachen, Auwaldresten, von Erlen und Birken geprägten Bruchwäldern und Moorresten begleitet. Etwa ab der Brücke der Landesstraße 128 erweitert sich die Talaue zu einer ausgedehnten Niederung. In diesem Bereich ist die Geeste weitestgehend ausgebaut und die Niederung mit Verwallungen versehen. In einzelnen Abschnitten der Geeste ist hier noch eine artenreiche Wasservegetation mit Schwimmblattpflanzen und laichkrautreicher Unterwasservegetation zu finden. An mehreren Stellen sind Altarme der Geeste vorhanden. Die Uferbereiche des Flusses sind strukturreich, neben Röhrichtflächen mit Schilf- und Rohrglanzgras sind auch Abschnitte mit Weidengebüschen zu finden. Große Teile der Niederung werden hier landwirtschaftlich überwiegend als vielfach feuchtes Dauergrünland genutzt. Daneben sind Feuchtbrachen, Röhrichte und Seggenrieder zu finden. Vereinzelt finden sich Ackerflächen. Im Bereich Fleinsee/Altluneberger See sind ausgedehnte Röhrichte und Seggenrieder zu finden. Teilweise sind in der Geesteniederung Randmoore mit gehölzfreier Moorvegetation bzw. Übergangsmoorvegetation mit Heide, Pfeifengräsern und Gabelsträuchern zu finden.
Das Naturschutzgebiet ist Lebensraum für verschiedene gefährdete Tier- und Pflanzenarten, darunter Teichfledermaus, Fischotter, Fische wie Bach-, Fluss- und Meerneunauge, Atlantischer Lachs, Meerforelle, Steinbeißer, Schlammpeitzger, Vögel wie Seeadler, Eisvogel, Kiebitz und verschiedene Watvögel, darunter Uferschnepfe, Bekassine und Großer Brachvogel, Schmetterlinge wie Großer Feuerfalter, sowie Libellen wie Große Moosjungfer und Grüne Flussjungfer.
Oberhalb der Brücke der Landesstraße 128 besteht im Interesse des Naturschutzes ein ganzjähriges Befahrensverbot der Geeste mit Wasserfahrzeugen. Unterhalb der Brücke darf die Geeste außerhalb der Brutsaison auch im Naturschutzgebiet mit nicht motorisierten Wasserfahrzeugen befahren werden.

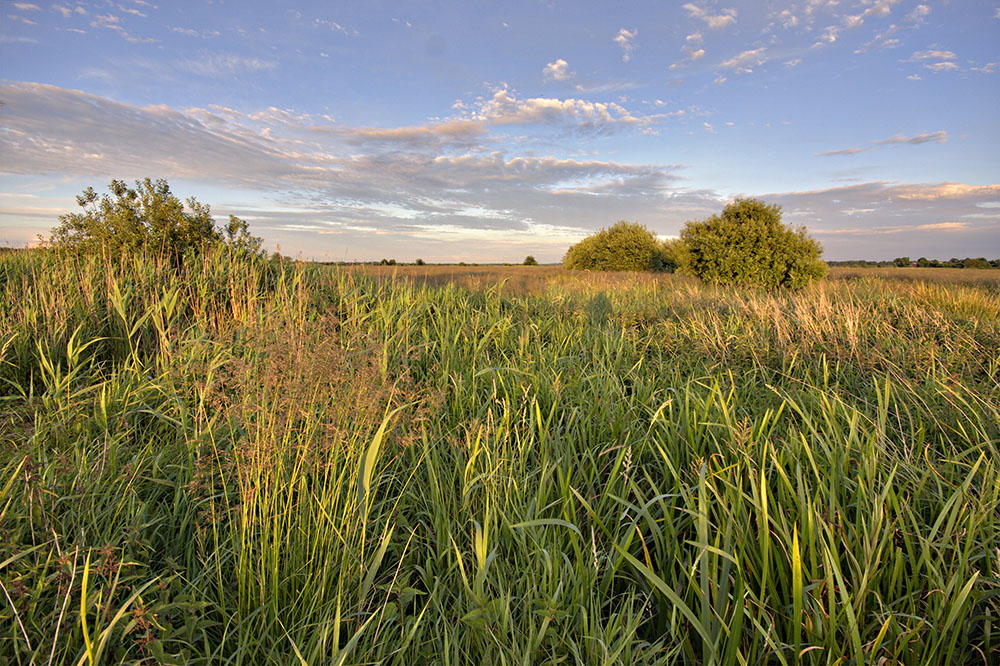
Bereich Im Gliesch nordwestlich von Altluneberg
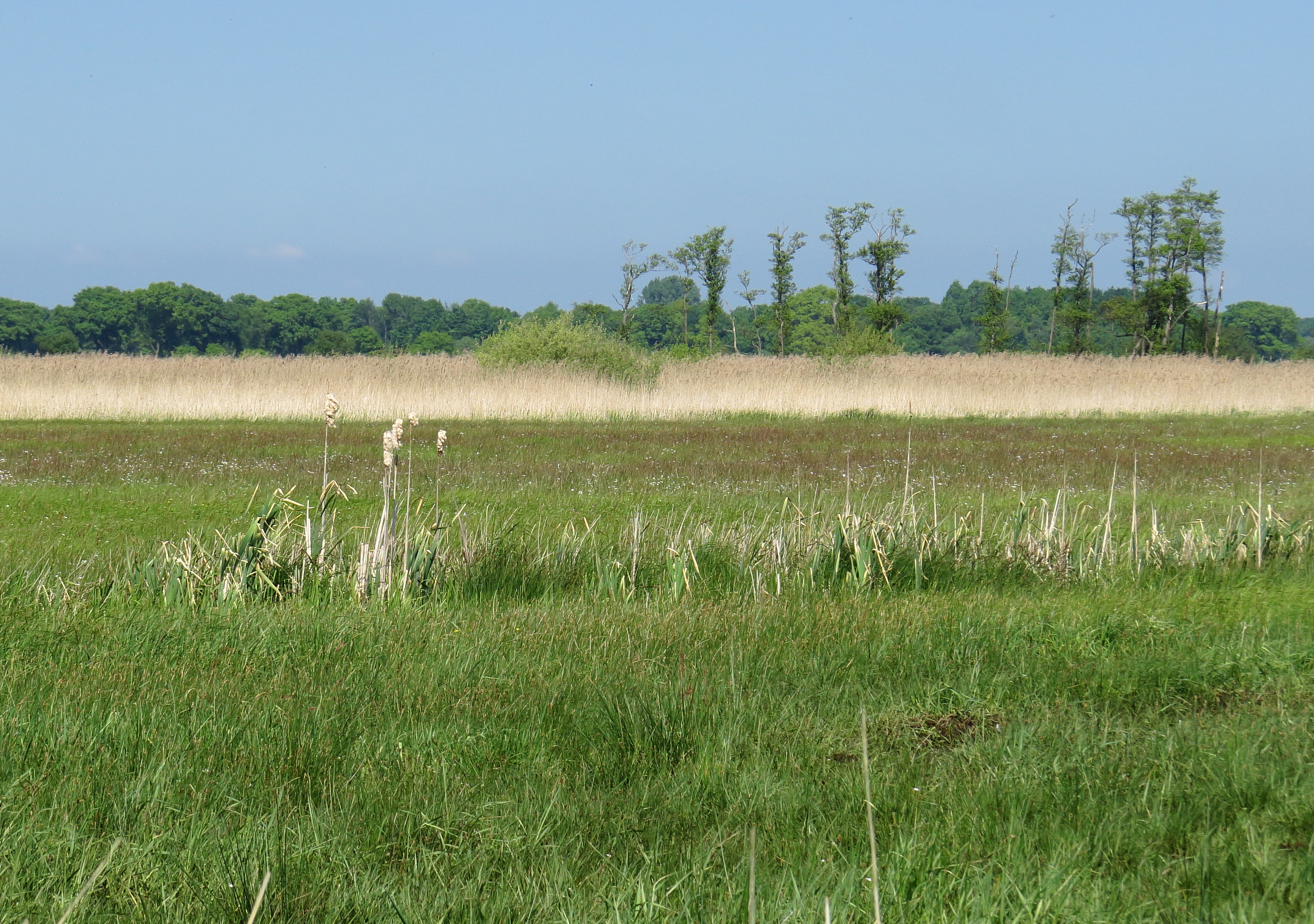
Fleinsee/Altluneberger See nördlich von Altluneberg
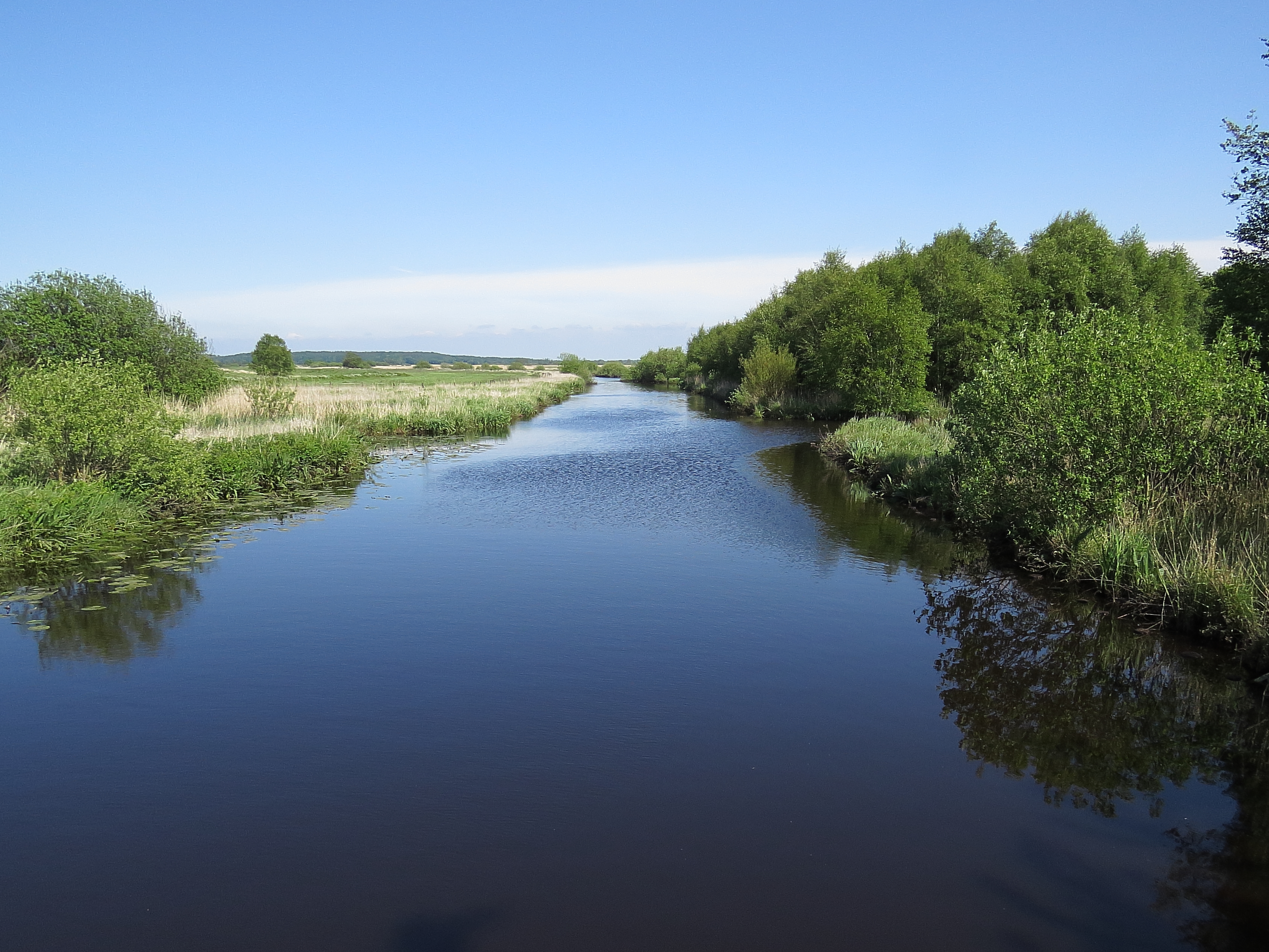
Die Geeste im NSG nördlich Wehdel